# Piz Minor
Der Piz Minor (zu lateinisch minor für ‹kleiner›) ist ein Berg südöstlich von Pontresina im Kanton Graubünden in der Schweiz mit einer Höhe von 3049 m ü. M. Aufgrund der Nähe zur Berninapassstrasse und des Ausblicks auf die Berninagruppe ist der Gipfel sowohl im Sommer als auch im Winter ein beliebtes Ausflugsziel.

## Lage und Umgebung
Der Piz Minor gehört zur Minor-Gruppe, einer Untergruppe der Livigno-Alpen. Der Gipfel befindet sich auf dem Gemeindegebiet von Pontresina. Der Piz Minor wird im Süden von der Val Minor und im Norden und Westen durch die Val da Fain eingefasst. Er ist die höchste Erhebung der Gruppe zwischen der Val Minor und der Val da Fain. In der Val Minor befinden sich die gleichnamigen Bergseen Puoz Minor (2336 m) und Lej Minor (2361 m). Unmittelbar südlich des Lej Minor liegt die Fuorcla Minor (2434 m). Im Südosten des Piz Minor liegt die Forcola di Livigno. Die Passstrasse führt im Sommer nach Livigno, einer Gemeinde der italienischen Provinz Sondrio. Im Winter ist der Pass gesperrt.
Zu den Nachbargipfeln des Piz Minor gehören der Piz dals Lejs (3044 m) im Osten, der Piz Alv (2974 m) im Westen und der Piz Lagalb (2959 m) im Süden.
Der am weitesten entfernte sichtbare Punkt vom Piz Minor befindet sich 146 km in westlicher Richtung. Der Punkt befindet sich südöstlich des Gipfels des Rosenhorns (3689 m) auf einer Höhe von (3636 m). Das Rosenhorn liegt östlich von Grindelwald im Kanton Bern.
Talorte des Piz Minor sind Pontresina und der Berninapass. Häufige Ausgangspunkte sind Bernina Suot, Bernina Lagalb und die Forcla di Livigno.

## Routen zum Gipfel

### Sommerrouten

#### Über die Südwestflanke
- Ausgangspunkt: Bernina Lagalb (2100 m)
- Via: Val Minor, Val Verda, Plaun Verd
- Schwierigkeit: WS, bis eingangs Val Verda als Wanderweg weiss-rot-weiss markiert
- Zeitaufwand: 4 Stunden

#### Über die Nordostflanke
- Ausgangspunkt: Bernina Suot (2046 m) oder Bernina Diavolezza (2094 m)
- Via: Val da Fain, Alp la Stretta (2426 m), Vadrets Minor
- Schwierigkeit: WS, bis zur Alp la Stretta als Wanderweg weiss-rot-weiss markiert
- Zeitaufwand: 4½ Stunden

### Winterrouten

#### Von Bernina Suot
- Ausgangspunkt: Bernina Suot (2046 m)
- Via: Val da Fain, P. 2831 südlich des Mont Arduond, von Nordwesten auf den Gipfel
- Expositionen: NW, SW
- Schwierigkeit: WS
- Zeitaufwand: 4 Stunden

#### Abfahrt zur Talstation der Lagalbbahn
- Ziel: Bernina Lagalb (2100 m)
- Via: Terrasse von Plaun Verd, Val Verda, Val Minor
- Expositionen: SW, S
- Schwierigkeit: ZS+
- Bemerkung: Nur bei idealen Schneeverhältnissen und guter Sicht durchführbar (im Gipfelhang 30° auf 300 Hm, die Schlüsselstelle im Val Verda 35–40° auf 150 Hm)

## Bilder

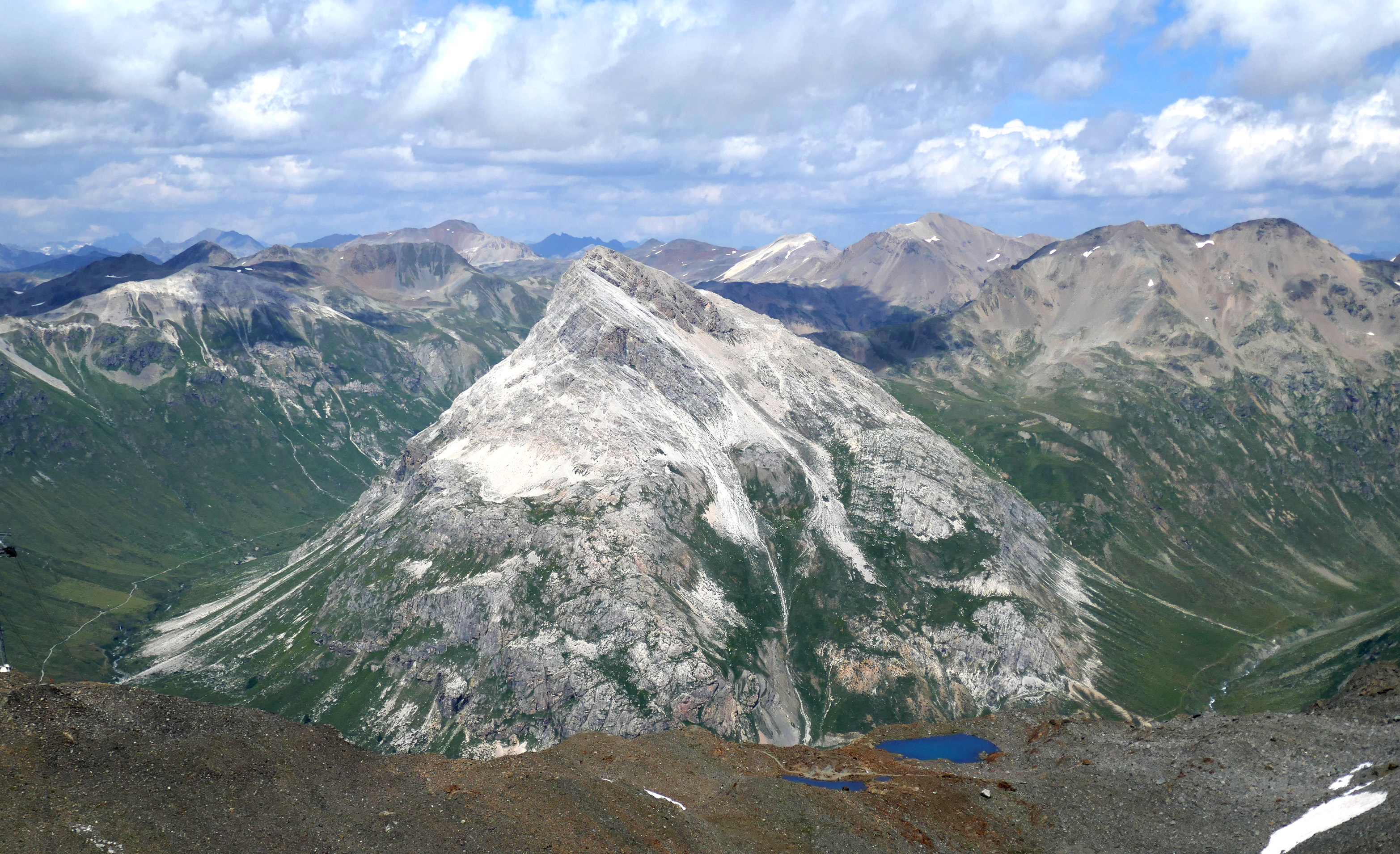
Piz Alv und Piz Minor (r.), von der Bergstation Diavolezza aus fotografiert (für Annotationen der einzelnen Berge aufs Bild klicken)
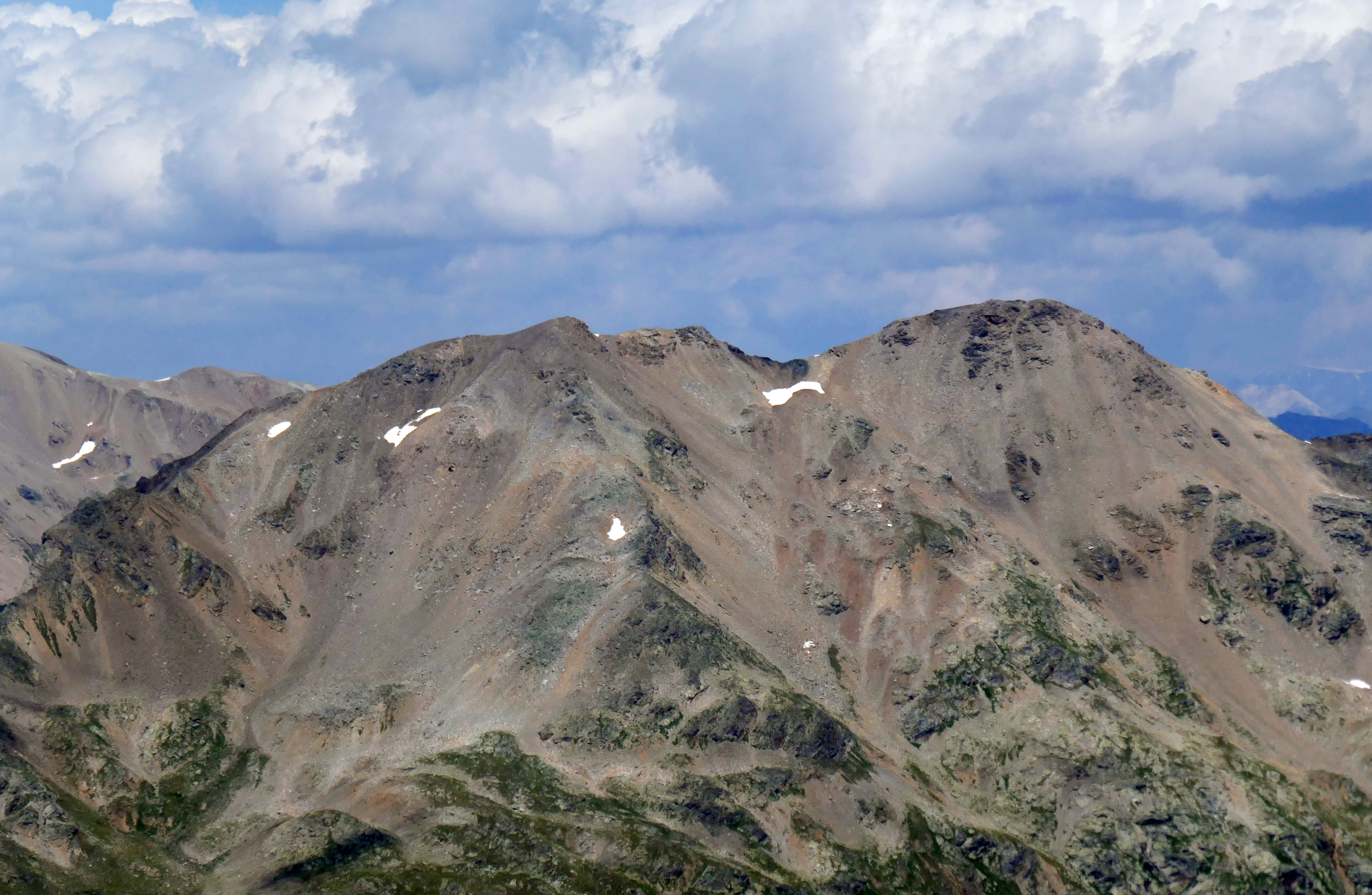
Der breite Gipfelbereich des Piz Minor (rechts der Hauptgipfel), von Süden betrachtet
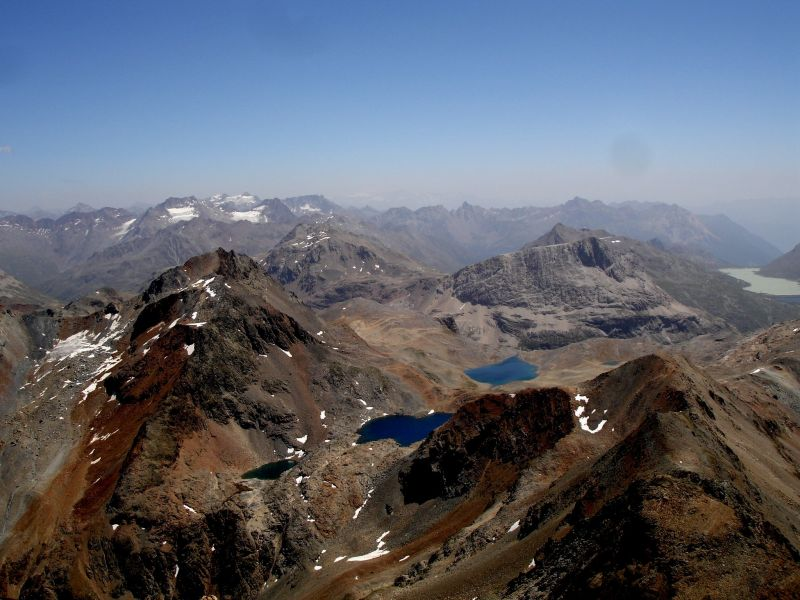
Blick vom Piz Languard nach Südosten zum Piz Minor (für Annotationen der einzelnen Berge aufs Bild klicken)
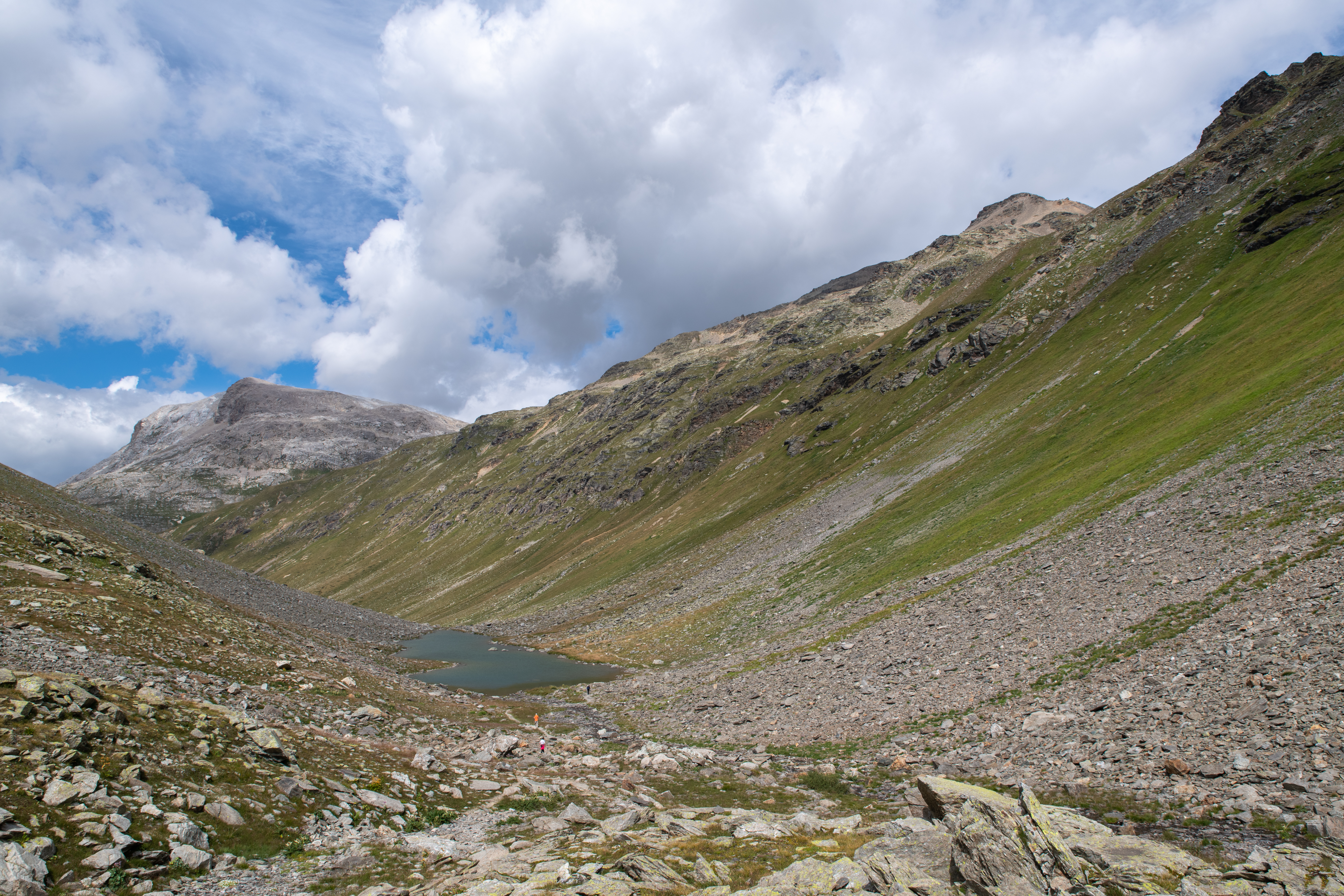
Blick nach Nordwesten zum Piz Alv und Piz Minor, aufgenommen im Val Minor zwischen Puoz Minor und Lej Minor (für Annotationen der einzelnen Berge aufs Bild klicken)
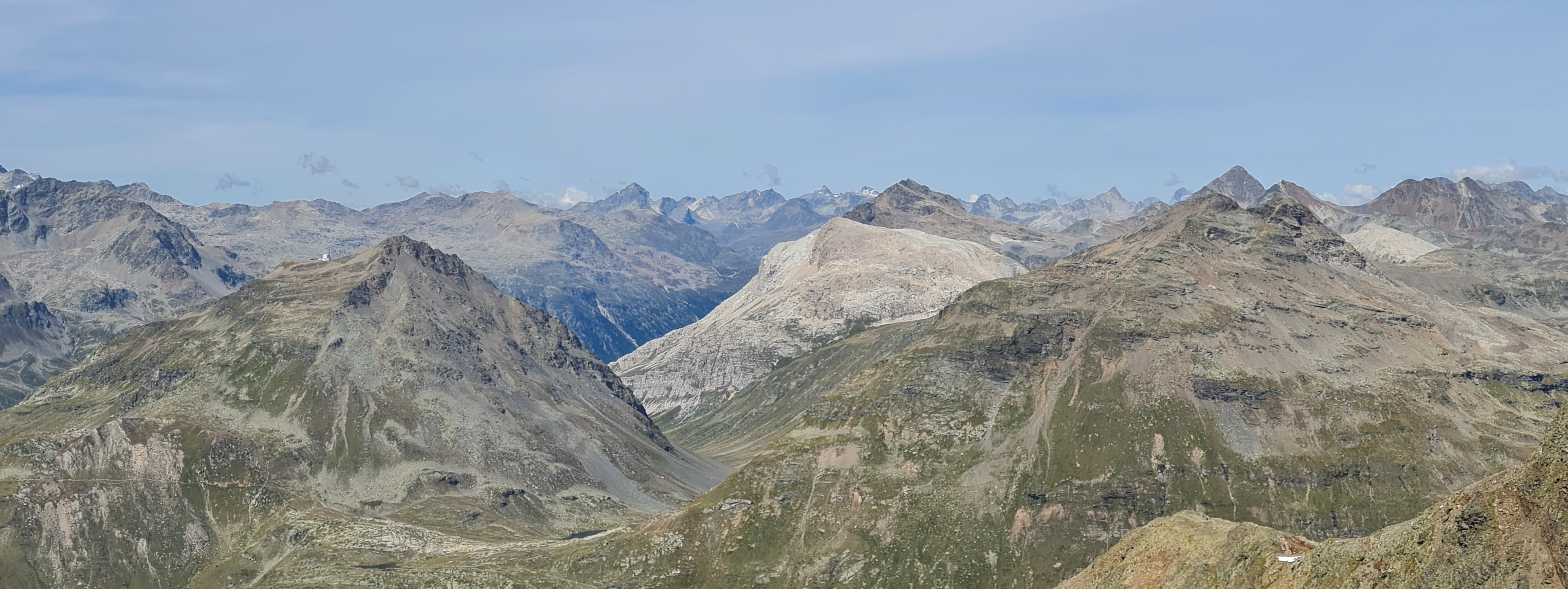
Piz Lagalb, Piz Alv, Piz Minor und Piz dals Lejs (v.l.), aufgenommen vom Piz Ursera (für Annotationen der einzelnen Berge aufs Bild klicken)
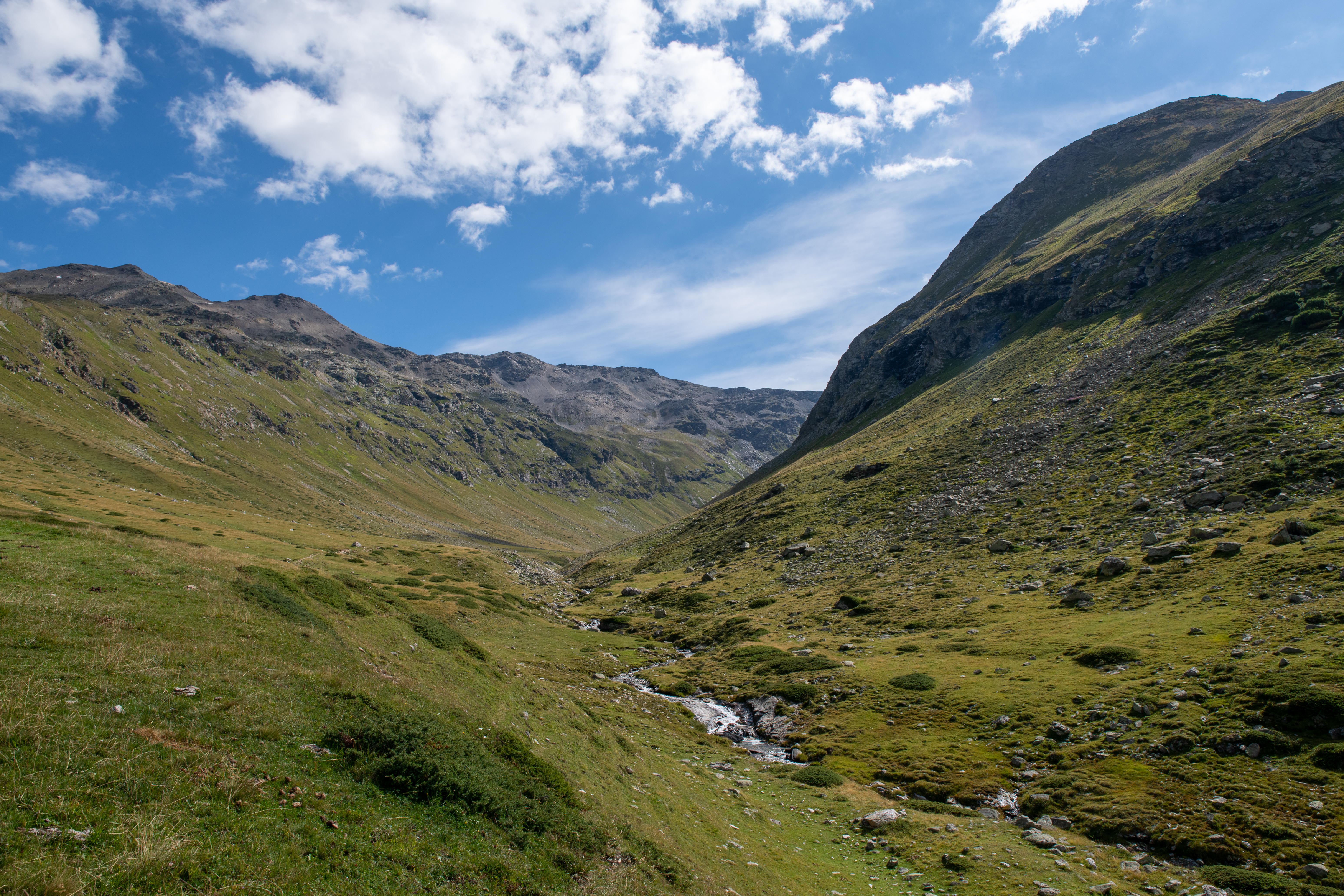
Blick in die Val Minor, links der Piz Minor und weiter hinten der Piz dals Lejs (für Annotationen der einzelnen Berge aufs Bild klicken)